# Крушка (Поморське воєводство)
Крушка (пол. Kruszka, нім. Kruschke) — село в Польщі, у гміні Хойниці Хойницького повіту Поморського воєводства.
Населення — 325 осіб (2011).
У 1975-1998 роках село належало до Бидгощського воєводства.

## Демографія
Демографічна структура станом на 31 березня 2011 року:
|          | Загалом | Допрацездатний вік | Працездатний вік | Постпрацездатний вік |
| -------- | ------- | ------------------ | ---------------- | -------------------- |
| Чоловіки | 162     | 53                 | 95               | 14                   |
| Жінки    | 163     | 47                 | 88               | 28                   |
| Разом    | 325     | 100                | 183              | 42                   |